# Robert Gottschalk
Robert Gottschalk (12 de marzo de 1918 – 3 de junio de 1982) fue un técnico de cámara estadounidense y fundador de Panavision.

## Primeros años
Su padre, Gustav, era un arquitecto que construyó unos cuantos hoteles en Chicago, Illinois, donde vivió con su mujer, Anna.  El éxito de Gustav enriqueció a la familia e influyó en el interés de Gottschalk por las películas. Después de graduarse en teatro y artes en la Universidad de Carleton, en Minnesota, Gottschalk se trasladó a California para convertirse en cineasta.

## Trayectoria
En aquella época, las restricciones del equipamiento dificultaban la grabación en gran angular y Gottschalk empezó a experimentar con equipamientos de lentes anamórficas patentadas por Henri Chrétien. En 1953, el proceso de Cinemascope, basado en las patentes de Chrétien, fue comprado y denominado por la 20th Century Fox. Mientras las lentes para cámaras ya estaban a la venta, el proceso requería también lentes de proyección. Gottschalk formó equipo con unos cuantos compañeros y empezó a ofrecer lentes de proyección bajo el nombre de Panavision, las cuales utilizaban ópticas prismáticas en vez de cilíndricas.
Gottschalk ganó dos Premios Óscar. El primero fue un Special Technical Oscar, recibido en 1960 por el desarrollo del sistema fotográfico panorámico MGM Camera 65. Compartió Oscar con el ejecutivo de MGM Douglas Shearer y con el cofundador de Panavision John R. Moore. También recibió un Oscar Honorífico en 1978 por desarrollar la cámara Panaflex.

## Muerte
El 3 de junio de 1982 Gottschalk fue encontrado golpeado y apuñalado en su casa de Los Ángeles. Su amante desde hacía dos años, Laos "Ronnie" Chun, fue acusado de su asesinato y condenado en julio de 1983 a 26 años de prisión. Tras declaraciones contradictorias, alegó defensa propia, alegando que Gottschalk le informó que iba a terminar la relación en contra del deseo de Chun y comenzó una pelea. Durante la sentencia, el juez señaló que Gottschalk había "firmado su propia sentencia de muerte" después de descubrirse que su testamento había sido rectificado tres semanas antes, para dejar el 10% de su fortuna a Chun. Gottschalk fue enterrado en el cementerio Westwood Village Memorial Park en Los Ángeles.